# Kamen Rider Hibiki
Kamen Rider Hibiki (仮面ライダー響鬼（ヒビキ, Kamen Raidā Hibiki) is een Japanse tokusatsuserie, en de 15e van de Kamen Rider-series. De serie is een coproductie van Ishimori Productions en Toei. De serie werd uitgezonden van januari 2005 tot januari 2006.

## Verhaal
De serie draait om de eeuwenoude strijd tussen de Kamen Riders (in de serie Oni genoemd) en een ras van demonen genaamd de Makamou. De serie focust zich op de training en veranderingen van de vier hoofd Oni: Hibiki, Ibuki, Todoroki en Zanki.

## Productie
Het originele concept voor Kamen Rider Hibiki was een serie genaamd Ongeki Rider Hibiki, die zou draaien om ninja's in plaats van de Kamen Riders. Net voor de laatste aflevering van Kamen Rider Blade besloot Bandai om de Hibiki-serie onderdeel te maken van het Kamen Rider-universum. Hierdoor waren de producers gedwongen veel plotelementen en verhaallijnen te herschrijven, zodat de serie goed zou aansluiten op de andere Kamen Rider-series.
Kamen Rider Hibiki begon met Shigenori Takadera als de producer. Shinichiro Shirakura, die wel had meegewerkt aan de andere Kamen Rider-series, was niet betrokken bij Hibiki. Hij kreeg de film Kamen Rider Hibiki and the Seven War Demons toegewezen. Vanaf aflevering 30 nam hij Takadera's plaats in bij de productie van de televisieserie.
Tijdens de productie onderging de filmploeg grote veranderingen, die niet door iedereen op prijs werden gesteld. Shigeki Hosokawa, de acteur die Hibiki speelde, meldde zelfs in zijn persoonlijke weblog dat de scenario's van de nieuwe ploeg hem niet aanstonden.
In een vraaggesprek op TV Asahi's webpagina's zei Hosokawa dat het scenario voor de laatste aflevering nog op de dag van filmen zelf werd aangepast. Het uiteindelijke scenario kwam pas binnen toen men al bezig was de laatste gevechtsscène op te nemen. Deze scène werd geschrapt, en een nieuw einde werd opgenomen.

## Personages

### Primaire Kamen Riders
De Kamen Riders, of Oni, bestaan in deze serie al honderden jaren. Al die tijd zijn ze in een oorlog verwikkeld met een ras van demonen genaamd de Makamou. De Kamen Riders worden bijgestaan door de geheime organisatie genaamd Takeshi (猛士).
- Hitoshi Hidaka/Kamen Rider Hibiki (仮面ライダー響鬼, Kamen Raidā Hibiki, Masked Rider Echo Demon, Masked Rider Hibiki): de hoofdpersoon in de serie. Het is niet bekend wanneer hij zijn training begon, maar gezegd wordt dat hij de sterkste van alle Oni is. Hij wordt door de andere Oni als een leraar gezien. Hij is kalm en nonchalant, en maakt zich maar zelden zorgen om iets. Zijn kostuum kent twee upgrades: Hibiki Crimson en Hibiki Soukou.
- Iori Izumi/Kamen Rider Ibuki (仮面ライダー威吹鬼, Kamen Raidā Ibuki, Masked Rider Majestic Breath Demon, Masked Rider Ibuki): Een oni geboren in een vooraanstaande Onifamilie. Door zijn afkomst is het zijn lotsbestemming zijn hele leven met de Makamou te vechten. Hij is erg zelfverzekerd daar hij gelooft dat niemand in zijn familie kan worden verslagen. Als hij problemen moet oplossen, reageert hij al een stuk kalmer en trager.
- Tomizō Todayama/Kamen Rider Todoroki (仮面ライダー轟鬼, Kamen Raidā Todoroki, Masked Rider Roaring Demon, Masked Rider Todoroki): de laatste oni die zich bij het hoofdteam aansluit. Hoewel hij de op een na oudste van de vier hoofdoni is, is hij ook de meest kinderlijke en de minst ervaren van de vier. Hij kijkt op naar Hibiki en Ibuki voor advies, en blijft altijd in hun buurt.
- Zaōmaru Zaitsuhara/Kamen Rider Zanki (仮面ライダー斬鬼, Kamen Raidā Zanki, Masked Rider Beheading Demon, Masked Rider Zanki): de vierde van de vier hoofdoni. Hij is de oudste van het viertal, waardoor zelfs Hibiki hem als een meerdere ziet. Vanwege zijn leeftijd en verwondingen uit eerdere gevechten kan hij niet meer intensief deelnemen aan de strijd met de Makamou. Zijn leven als Oni begint in de serie langzaam zijn tol te eisen; iedere keer dat hij transformeert wordt zijn leven ingekort waardoor hij eerder zal sterven.

### Secundaire Kamen Riders
- Kamen Rider Sabaki (仮面ライダー 裁鬼, Kamen Raidā Sabaki) (echte naam Sakae Saeki).
- Kamen Rider Danki (仮面ライダー弾鬼, Kamen Raidā Danki) (echte naam Daisuke Danda).
- Kamen Rider Eiki (仮面ライダー 鋭鬼, Kamen Raidā Eiki): echte naam onbekend. Bewaakt enkele berggebieden in Japan.
- Kamen Rider Shuki (仮面ライダー 朱鬼, Kamen Raidā Shuki): voormalige Kamen Rider. Tevens een van de weinige vrouwelijke Kamen Riders.
- Kamen Rider Tōki (仮面ライダー 闘鬼, Kamen Raidā Tōki): echte naam onbekend.
- Kamen Rider Shōki (仮面ライダー 勝鬼, Kamen Raidā Shōki): echte naam onbekend.

Daarnaast zijn er ook enkele Kamen Riders waar in de serie enkel over wordt gesproken, en die nooit in beeld verschijnen.

### Makamou
De Makamou (魔化魍) zijn een ras van demonische wezens, die zich voeden met mensen. Zij zijn al eeuwenlang de vijanden van de Kamen Riders. Hun uiterlijk en namen zijn gebaseerd op monsters uit Japanse folklore.
De Makamou komen in verschillende groepen voor:
- Giant Types: de meest voorkomende soort. Zij lijken nog wel het meest op de standaard kaiju uit veel tokusatsufilms.
- Summer Types: Makamou die enkel in de zomer actief zijn. Zij zijn de basis van veel spookverhalen en legendes op aarde. Ze zijn kleiner dan de Giant Types, maar kunnen zich vermenigvuldigen tot grote aantallen. Alleen door de originele Makamou te vernietigen kunnen zijn dubbelgangers worden verslagen.
- Experimental Types: Makamou ontwikkeld door de Douji en Hime. Veel van hen zijn immuun voor de standaard Oniaanvallen.

Een speciale rol in de serie spelen de Douji en Hime. Dit is een naam gegeven aan twee menselijke of humanoïde dienaren van de Makamou. De Douji en Hime komen eveneens in verschillende groepen voor. Er zijn geruchten dat zij de laatste overlevenden van een oude beschaving zijn, die een vorm van onsterfelijkheid hebben bereikt. Enkele versies van de Douji en Hime zijn de Super-versies, Puppet-versies en Parent-versies.

## Rolverdeling
- Hibiki / Kamen Rider Hibiki (ヒビキ / 仮面ライダー響鬼, Hibiki (Hidaka Hitoshi) / Kamen Raidā Hibiki) – Shigeki Hosokawa (細川 茂樹, Hosokawa Shigeki)
- Asumu Adachi (安達 明日夢, Adachi Asumu) – Rakuto Tochihara (栩原 楽人, Tochihara Rakuto)
- Ibuki / Kamen Rider Ibuki (イブキ / 仮面ライダー威吹鬼, Ibuki (Izumi Iori) / Kamen Raidā Ibuki) – Joji Shibue (渋江 譲二, Shibue Jōji)
- Todoroki / Kamen Rider Todoroki (トドロキ / 仮面ライダー轟鬼, Todoroki (Todayama Tomizō) / Kamen Raidā Todoroki) – Shingo Kawaguchi (川口 真五, Kawaguchi Shingo)
- Zanki / Kamen Rider Zanki (ザンキ / 仮面ライダー斬鬼, Zanki (Zaitsuhara Zaōmaru) / Kamen Raidā Zanki) – Kenji Matsuda (松田 賢二, Matsuda Kenji)
- Kasumi Tachibana (立花 香須実, Tachibana Kasumi) – Mayu Gamou (蒲生 麻由, Gamō Mayu)
- Hinaka Tachibana (立花 日菜佳, Tachibana Hinaka) – Miyuki Kanbe (神戸 みゆき, Kanbe Miyuki)
- Hitomi Mochida (持田 ひとみ, Mochida Hitomi) – Erika Mori (森 絵梨佳, Mori Erika)
- Ikuko Adachi (安達 郁子, Adachi Ikuko) – Kaoru Mizuki (水木 薫, Mizuki Kaoru)
- Ichiro Tachibana (立花 勢地郎, Tachibana Ichirō) – Atomu Shimojo (下條 アトム, Shimojō Atomu)
- Akira Amami (天美 あきら, Amami Akira) – Nana Akiyama (秋山 奈々, Akiyama Nana)
- Midori Takizawa (滝澤 みどり, Takizawa Midori) – Masako Umemiya (梅宮 万紗子, Umemiya Masako)
- Douji (童子, Dōji) – Mitsu Murata (村田 充, Murata Mitsu)
  - Parent Douji (stem) – Sei Ashina
- Hime (姫, Hime) – Sei Ashina (芦名 星, Ashina Sei)
  - Parent Hime (stem) – Mitsu Murata
- Kyosuke Kiriya (桐矢 京介, Kiriya Kyōsuke) – Yuichi Nakamura (中村 優一, Nakamura Yūichi)
- Danki / Kamen Rider Danki (ダンキ / 仮面ライダー弾鬼, Danki / Kamen Raidā Danki) – Makoto Ito (伊藤 慎, Itō Makoto)
- Shōki (ショウキ, Shōki) – Yoshifumi Oshikawa (押川 善文, Oshikawa Yoshifumi)
- Konosuke Kogure (小暮 耕之助, Kogure Kōnosuke) – Akira Fuse (布施 明, Fuse Akira)
- Shuki / Kamen Rider Shuki (シュキ / 仮面ライダー朱鬼, Shuki / Kamen Raidā Shuki) – Reiko Kataoka (片岡 礼子, Kataoka Reiko)
- Tsutomu Tsumura (津村 努, Tsumura Tsutomu) – Kento Shibuya (渋谷 謙人, Shibuya Kento)
- Next Preview Narrator / Kamen Rider Eiki (次回予告ナレーター / 仮面ライダー鋭鬼, Jikai Yokoku Narētā / Kamen Raidā Eiki, stem) – Kazuya Nakai (中井 和哉, Nakai Kazuya)
- Junction Narrator (ジャンクションナレーター, Jankushon Narētā) – Koji Nakata (中田 浩二, Nakata Kōji)